# Proceso de Feller continuo
En matemáticas, un proceso de Feller continuo es un proceso estocástico de tiempo continuo para el cual el valor esperado de las estadísticas adecuadas del proceso en un momento dado en el futuro depende continuamente en la condición inicial del proceso. Debe su nombre al matemático croata-americano William Feller.

## Definición
Deja a {\displaystyle X:[0,+\infty )\times \Omega \to R^{n}}, definido en un espacio probabilístico {\displaystyle (\Omega ,\Sigma ,P)}, ser un proceso estocástico. Para un punto {\displaystyle x\in R^{n}}, deja a {\displaystyle P^{x}} denotar la ley de {\displaystyle X} valor inicial dado {\displaystyle X_{0}=x}, y deja a {\displaystyle E^{x}} denotar la esperanza con respecto a {\displaystyle P^{x}}. Entonces, se dice que {\displaystyle X} es un proceso de Feller continuo si, para cualquier {\displaystyle t\geq 0} arreglado y cualquier función ligada, continua, y medible en {\displaystyle \Sigma } {\displaystyle g:R^{n}\to R,E^{x}[g(Xt)]}, depende continuamente de {\displaystyle x}.

## Ejemplos
- Cada proceso {\displaystyle X} cuyos caminos son casi seguramente constantes para cada tiempo es un proceso de Feller continuo, ya que {\displaystyle E^{x}[g(Xt)]} es simplemente {\displaystyle g(x)}, la cual, por hipótesis, depende continuamente de {\displaystyle x}.
- Toda difusión de Itō con derivadas y coeficientes de difusión continuos lipschitzianos es un proceso de Feller continuo.